# Platypsecas razzabonii
Platypsecas razzabonii är en spindelart som beskrevs av Lodovico di Caporiacco 1955. Platypsecas razzabonii ingår i släktet Platypsecas och familjen hoppspindlar. Inga underarter finns listade i Catalogue of Life.